# Erwin Weber
Erwin Weber (12. června 1959 , Mnichov) je bývalý německý rallyový jezdec. V roce 1992 se stal mistrem Evropy v rally.

## Kariéra
Erwin Weber debutoval v rally v roce 1978. Rychle se pak prosadil v německém mistrovství v rally, které následně poprvé vyhrál v roce 1983. Ihned na to se stal továrním jezdcem Opelu, týmu MS.
Weber, který byl původně najatý jako testovací jezdec, debutoval v mistrovství světa na Safari Rally v sezóně 1985. Společně s týmovým kolegou Rauno Aaltonenem byli na cestě k umístění na prvních dvou místech v soutěži, ale oba jezdci narazili na problémy s vybavením a klesli o několik míst v pořadí.
V sezóně 1986 Weber přestoupil do továrního týmu Toyota a dosáhl zde svého nejlepšího výsledku – dojel na třetí příčce v Rallye na Pobřeží slonoviny. S přechodem na předpisy skupiny A, změnil Weber tým a stal se továrním jezdcem Volkswagenu, který se svým modelem Golf GTI odjel v sezóně 1987 téměř všechny podniky v mistrovství světa.
Weber skončil dvakrát na stupních vítězů a sezónu zakončil na šestém místě v poháru jezdců.
Weber zůstal u Volkswagenu i nadále, který to pořádně zkusil znovu až v sezóně 1990 s novým Volkswagenem Golf Rallye G60, tentokrát s pohonem všech kol. Vůz se ukázal jako nespolehlivý a méně konkurenceschopný, než se předpokládalo, a přestože Weber toho roku skončil na Rallye Nový Zéland třetí (kde bylo možné získat pouze body do šampionátu jezdců), projekt mistrovství světa v rally byl po sezóně u VW ukončen. S Volkswagenem získal Weber v roce 1991 podruhé německý titul.
Následující rok jezdil Weber s Mitsubishi Galant VR-4 v mistrovství Evropy. Weber vyhrál šest soutěží a s přehledem získal evropský titul. Následně se do Světového šampionátu vrátil v následujících letech jako tovární jezdec týmu Seat, který se zúčastnil šampionátu konstruktérů vozů kategorie Formule 2 s vozem Seat Ibiza Kit Car. K titulu v této kategorii pomohl značce v sezónách 1996 a 1997.
V 80. a 90. letech byl Weber také aktivní v soutěžích rally-raid, jako je například Rallye Dakar . Jako tovární jezdec Mitsubishi skončil v této rally v roce 1992 druhý. V pozdějších letech se Erwin podílel na výpravách několika soukromých týmů.

## Výsledky

### Mistrovství světa
| Sezona | Tým                   | Vůz                        | 1      | 2   | 3      | 4      | 5      | 6      | 7   | 8      | 9      | 10    | 11     | 12     | 13  | 14    | PJ | Body |
| ------ | --------------------- | -------------------------- | ------ | --- | ------ | ------ | ------ | ------ | --- | ------ | ------ | ----- | ------ | ------ | --- | ----- | -- | ---- |
| 1985   | Opel Euro Team        | Opel Manta 400             | MON    | ZWE | POR    | KEN 5  | FRA    | GRI    | NZL | ARG    | FIN    | ITA   | IVK    | GBR 11 |     |       | 25 | 8    |
| 1986   | Toyota Team Europe    | Toyota Celica TCT          | MON    | SWE | POR    | KEN 4  | FRA    | GRI    | NZL | ARG    | FIN    | IVK 3 | ITA    | GBR    | VST |       | 11 | 22   |
| 1987   | Volkswagen Motorsport | Volkswagen Golf GTI 16V    | MON 9  | SWE | POR NF | KEN 4  | FRA    | GRI 6  | VST | NZL    | ARG 3  | FIN   | IVK 3  | ITA    | GBR |       | 6  | 44   |
| 1988   | Volkswagen Motorsport | Volkswagen Golf GTI 16V    | MON    | SWE | POR 7  | KEN NF | FRA    | GRI    | VST | NZL    | ARG    | FIN   | IVK    | ITA    | GBR |       | 52 | 4    |
| 1989   | Volkswagen Motorsport | Volkswagen Golf GTI 16V    | SWE    | MON | POR    | KEN 8  | FRA    | GRI    | NZL | ARG    | FIN    | AUS   | ITA    | IVK    | GBR |       | 59 | 3    |
| 1990   | Volkswagen Motorsport | Volkswagen Golf Rallye G60 | MON    | POR | KEN    | FRA    | GRI NF | NZL 3  | ARG | FIN    | AUS NF | ITA   | IVK    | GBR    |     |       | 18 | 12   |
| 1994   | Seat Sport            | Seat Ibiza GTI 16V         | MON    | SWE | POR    | KEN    | FRA    | GRI    | ARG | NZL    | FIN    | AUS   | ITA    | SPA NF | GBR |       | —  | —    |
| 1995   | Seat Sport            | Seat Ibiza GTI 16V         | MON    | SWE | POR 22 | KEN    | FRA    | GRI 3  | NZL | ARG    | FIN 13 | AUS   | ITA    | SPA    | GBR |       | —  | 0    |
| 1996   | Seat Sport            | Seat Ibiza GTI 16V         | MON 10 | SWE | POR 7  | KEN    | IDN    | FRA 11 | GRI | ARG 19 | NZL 12 | FIN   | AUS 16 | ITA    | SPA | GBR 9 | —  | 0    |
| 1997   | Seat Sport            | Seat Ibiza GTI 16V         | MON    | SWE | KEN    | POR 11 | SPA    | FRA    | ARG | GRI NF | NZL    | FIN   | IDN 9  | ITA    | AUS | GBR   | —  | 0    |